# Cenochromyia xanthogaster
Cenochromyia xanthogaster là một loài ruồi trong họ Asilidae. Cenochromyia xanthogaster được Hermann miêu tả năm 1912. Loài này phân bố ở miền Australasia.